# Guyanochactas flavus
Espèce
Guyanochactas flavus est une espèce de scorpions de la famille des Chactidae.

## Distribution
Cette espèce est endémique de Guyane. Elle se rencontre vers Roura et Montsinéry-Tonnegrande.

## Description
Le mâle holotype mesure 38,2 mm et la femelle paratype 35 mm.

## Publication originale
- Lourenço & Ythier, 2011 : A new species of Guyanochactas Lourenco, 1998 (Scorpiones, Chactidae) from French Guyana. Boletin de la Sociedad Entomológica Aragonesa, vol. 48, p. 203-206 (texte intégral).